# Zuid-Korea op de Olympische Winterspelen 1964
Tijdens de Olympische Winterspelen van 1964, die in Innsbruck (Oostenrijk) werden gehouden, nam Zuid-Korea voor de vierde keer deel.

## Deelnemers en resultaten

### Alpineskiën
| Olympiër      | Discipline       | Resultaat | Prestatie                           |
| ------------- | ---------------- | --------- | ----------------------------------- |
| Cho Joung-su  | reuzenslalom (m) | 77e       | 2.55,74 (+1.09,03)                  |
| Cho Joung-su  | slalom (m)       | dnq       | niet geplaatst voor finalewedstrijd |
| Kim Dong-bock | reuzenslalom (m) | dq        | diskwalificatie                     |
| Kim Dong-bock | slalom (m)       | dnq       | niet geplaatst voor finalewedstrijd |

### Langlaufen
| Olympiër     | Discipline | Resultaat | Prestatie            |
| ------------ | ---------- | --------- | -------------------- |
| Yang Yong-ok | 30 km (m)  | 66e       | 2:28.54,7 (+58.04,0) |
| Yang Yong-ok | 50 km (m)  | dnf       | opgave               |

### Schaatsen
| Olympiër       | Discipline   | Resultaat | Prestatie         |
| -------------- | ------------ | --------- | ----------------- |
| Choi Nam-youn  | 1500 m (m)   | 52e       | 2.30,2 (+19,9)    |
| Choi Nam-youn  | 5000 m (m)   | 36e       | 8.28,0 (+49,6)    |
| Choi Young-bai | 500 m (m)    | 42e       | 44,8 (+4,7)       |
| Choi Young-bai | 1500 m (m)   | 40e       | 2.20,3 (+10,0)    |
| Choi Young-bai | 5000 m (m)   | 17e       | 8.03,4 (+25,0)    |
| Choi Young-bai | 10.000 m (m) | 31e       | 17.31,3 (+1.41,2) |
|                |              |           |                   |
| Kim Kuy-chin   | 1500 m (v)   | 27e       | 2.39,7 (+17,1)    |
| Kim Kuy-chin   | 3000 m (v)   | 19e       | 5.41,6 (+26,7)    |
| Kim Hei-sook   | 500 m (v)    | 20e       | 49,6 (+4,6)       |
| Kim Hei-sook   | 1000 m (v)   | 26e       | 1.45,1 (+11,9)    |

Argentinië · Australië · België · Bulgarije · Canada · Chili · Denemarken · Duits eenheidsteam · Finland · Frankrijk · Griekenland · Groot-Brittannië · Hongarije · IJsland · India · Iran · Italië · Japan · Joegoslavië · Libanon · Liechtenstein · Mongolië · Nederland ·  Noord-Korea · Noorwegen · Oostenrijk · Polen · Roemenië · Sovjet-Unie · Spanje · Tsjecho-Slowakije · Turkije · Verenigde Staten · Zuid-Korea · Zweden · Zwitserland